# X: Beyond the Frontier
X: Beyond the Frontier, uscito nel 1999, è il primo videogioco della serie X. Creata da Egosoft per Windows. Il gioco è disponibile in Lingua inglese e Lingua tedesca.

## Prologo
Nel 2024, degli scienziati terrestri scoprono come funzionano i balzi spaziali. I governi terrestri si uniscono e costruiscono un portale fra la Terra e Marte. Nel 2038 il primo grande portale viene mandato fino ad Alpha Centauri, l'arrivo è previsto in circa 78 anni. Dopo poco tempo il portale terrestre perde la connessione con il secondo in viaggio verso Alpha Centauri. Nel tentativo di ristabilire il contatto, gli scienziati scoprono che il portale terrestre si connette a caso con altri punti nell'Universo. Si scopre che questi posti contengono portali simili a quello terrestre, ma di origine aliena.
Sonde automatiche sono mandate dal portale terrestre ai portali alieni; i risultati sono promettenti ma insoddisfacenti, inoltre le sonde esplorative non sono intelligenti abbastanza.
Le Nazioni Unite sono d'accordo nel mandare una spedizione umana attraverso i portali alieni il prima possibile.
La nave spaziale "Winterblossom" attraversa il portale iniziando così l'esplorazione di altri sistemi solari. A bordo della nave si trovano 12 scienziati ricoprenti tutte le aree, comandate da uno scienziato e veterano spaziale Cap. René Farnham.
La Winterblossom ritorna sulla Terra dopo un viaggio di 2 anni. I rapporti dicono di aver trovato centinaia di portali di origine aliena collegati ad altri sistemi, ma nessuna forma di vita intelligente e nessuna traccia su chi li abbia costruiti. In compenso c'erano centinaia di pianeti che potevano essere colonizzati o terraformati.
La politica mondiale creò un budget per la costruzione di una forza di difesa spaziale, in caso di un contatto alieno non amico.
Inoltre fu presa in esame la possibilità di costruire delle macchine che terraformassero i pianeti scoperti.
La prima flotta di terraformer, sei navi robot, lascia la Terra nell'anno 2066.
Nel 2099, vista la vasta presenza di pianeti alieni già abitabili, il progetto terraforming viene cancellato.
Un aggiornamento del software per i rimanenti terraformer (la produzione è ormai interrotta da 15 anni) viene mandato con dei droni messaggeri e onde radio e raggiunge la maggior parte dei terraformer in ancora in circolazione per autodistribuirsi tra di essi.
L'aggiornamento, dato il disinteresse mondiale, viene creato con basso costo, in maniera scadente e con poca cura, aggiunge diversi codici di scarsa utilità e affidabilità, che non erano mai stati introdotti nel software originale.
Nel 2145, completamente inaspettata una flotta di 6 terraformer rientra nel sistema solare con l'intenzione di terraformarne i pianeti inclusa la terra, distruggendo tutto al loro passaggio, esseri umani inclusi. Inizia così la guerra ai terraformer. La guerra distrusse la maggior parte delle colonie e la Terra. Alla fine, il Capitano Nathan R. Gunne riuscì a farsi inseguire dalla maggior parte dei terraformer fino ad oltrepassare il portale di congiunzione con la Terra che poi distrusse dietro di sé, impedendo così ai terraformer il ritorno al sistema solare, ma anche isolando la terra agli altri sistemi solari.
Non ci fu più nessun viaggio stellare dalla Terra, e non fu più presa in considerazione l'idea di costruire un altro portale. Passano così quasi 800 anni. Gli scienziati terrestri sviluppano un motore a balzi, molto più sicuro del portale visto che può trasportare una sola nave evitando così un'altra invasione di terraformers.

## Trama
Nel gioco si impersona Kyle William Brennan Capitano della flotta Terrestre.
Nel 2912, i terrestri stanno testando una navicella sperimentale, l'Xperimental Shuttle, dotata di motore a balzo. Durante l'esperimento per errore Kyle si ritrova in uno spazio sconosciuto, in un settore governato dalla razza Teladi: Seizewell. Il capitano Brennan si trova con armi e scudi distrutti durante il balzo sperimentale ed il motore inutilizzabile.
Riesce a comunicare con il Capitano dell'astronave Phoenix appartenente alla razza Teladi, e da lui farsi riparare la nave più un prestito di nuovi dati di navigazione, uno scudo e dei crediti con cui iniziare le sue avventure.
Sempre grazie al Capitano Teladi, alieno di razza rettiloide, viene a conoscenza di una razza identica a quella terrestre chiamata Argon, probabilmente i discendenti dei primi coloni terrestri.
Brennan con lo svolgersi del gioco inizia a conoscere le varie razze che popolano l'Universo di X. Impara l'uso dei portali e capisce che solo commerciando può ottenere le parti per migliorare e riparare la sua astronave. La storia continua con il capitano Brennan che dopo essere riuscito a contattare gli Argon, viene a sapere che loro della terra non sanno nulla, ma grazie all'aiuto di una setta chiamata i Goner scopre che esiste un antico portale che sembra possa riportarlo indietro nel sistema solare. Il portale si trova al centro dei settori Xenon, razza di alieni meccanici originata dai Terraformer terrestri ed ostile a tutte le altre razze. Dopo aver distrutto i settori Xenon e la loro nave madre, Kyle può finalmente cercare il portale.
Purtroppo, appena arriva nel settore centrale degli Xenon trova il portale distrutto, e a lui non rimane che rassegnarsi a restare intrappolato nell'universo di X.

## Modalità di gioco
Xbtf non presenta una classica visuale in prima o in terza persona che è indissolubilmente ancorata alla nave sulla quale stiamo navigando attualmente. Il comando di eventuali altre navi, flotte e stazioni avviene esclusivamente per mezzo della tastiera, escludendo l'operato del mouse e rendendolo anche poco adatto alla normale funzione di spostamento.
In Xbtf esistono 54 sistemi solari collegati fra loro tramite portali, in ogni sistema ha diverse fabbriche o fattorie spaziali e una stazione commerciale.
Si possono fare moltissime cose in un quasi infinito universo popolato da sei razze: Argon, Boron, Split, Paranid, Teladi, Xenon più i pirati e i Goner; ognuna delle quali possiede 6 tipi di astronavi di forma e caratteristiche diverse. Essendo un simulatore si può combattere, commerciare, costruire stazioni. Il giocatore avrà una reputazione con le varie razze a parte gli Xenon poiché loro si dimostreranno subito ostili e non si potrà comunicare con loro. Il gioco si può anche modificare inserendo nuovi script e creando mod. Nel gioco si utilizza la valuta dei crediti.

### Razze
- Argon: i terrestri sopravvissuti della grande guerra Xenon cronologia estesa di X.
- Boron: popolazione pacifica che odia la guerra. Vivono sott'acqua.
- Teladi: popolo che pensa solo e sempre al profitto.
- Paranid: popolo molto egocentrico che considera inferiori tutte le altre razze.
- Split: provengono da una società patriarcale divisa in famiglie (famiglia Chin, famiglia Roankar, ecc.).
- Xenon: le antiche macchine create dai terrestri per colonizzare altri pianeti, i terraformer, oramai impazziti attaccano tutte le razze.
- Goner: è un gruppo di religiosi che cerca notizie sulla terra.

### Classi di astronavi
- M0: Nave madre
- M1: Incrociatore
- M2: Corvetta
- M3: caccia da combattimento
- M4: caccia da combattimento leggeri
- M5: ricognitori
- TS: navi adatte al trasporto di merci
- TL: adatte al trasporto delle stazioni e navi M5

Le navi possono essere equipaggiate in 3 diversi modi S, M, L. La S o small è la versione più economica, mentre la L è quella più accessoriata e costosa.

### Scudi e armi

#### Scudi
- Scudo da 1 Megajoule (MJ)
- Scudo da 5 MJ
- Scudo da 25 MJ
- Scudo da 125 MJ (non acquistabile ma ottenibile soltanto portando a compimento la missione finale)

#### Armi laser
- Laser ad Emissioni Impulsi (alfa, beta, gamma)
- Cannoni ad Accelerazione di Particelle (alfa, beta, gamma)
- Cannoni al Plasma (alfa, beta, gamma)
- Generatori a Onde di Fase (alfa, beta, gamma)
- Cannoni a Fluttuazione Fotonica (alfa, beta, gamma)
- Cannoni a Ioni
- Mass Driver
- Un laser terrestre senza nome[1]

#### Missili
- Mosquito ("Zanzara" - con testata leggera, da utilizzarsi prevalentemente in funzione anti-missile a causa della scarsa potenza)
- Dragonfly ("Libellula" - con testata di potenza medio-bassa)
- Wasp ("Vespa" - con testata di potenza medio-alta)
- Silkworm ("Baco da Seta" - con testata ad alta potenza)
- Hornet ("Calabrone" - è il missile più potente nell'universo di X, ed è fabbricato unicamente dai Paranid. La sua testata nucleare gigante ha una potenza doppia rispetto al Silkworm, ed è in grado di distruggere un asteroide)
- Beluga (missile prodotto e utilizzato esclusivamente dai terrestri. Per questo motivo sono adoperabili solo durante l'addestramento in orbita terrestre)

## Astronavi per razza

### Argon
- M1: One
- M2: Titan
- M3: Elite
- M4: Buster
- M5: Discoverer
- TS: Lifter
- TL: Mammoth

Tutte le astronavi Argon sono riconoscibili a lunghissima distanza dal getto dei motori, che è sempre di colore giallo chiaro.

### Boron
- M1: Shark
- M2: Ray
- M3: Eel
- M4: Piranha
- M5: Octopus
- TS: Dolphin
- TL: Orca

Tutte le astronavi Boron sono riconoscibili a lunghissima distanza dal getto dei motori, che è sempre di colore azzurro chiaro.

### Paranid
- M1: Zeus
- M2: Odisseus
- M3: Prometheus
- M4: Poseidon
- M5: Pegasus
- TS: Ganymede
- TL: Hercules

Tutte le astronavi Paranid sono riconoscibili a lunghissima distanza dal getto dei motori, che è sempre di colore verde.

### Teladi
- M1: Condor
- M2: Phoenix
- M3: Falcon
- M4: Hawk
- M5: Bat
- TS: Vulture
- TL: Albatross

Tutte le astronavi Teladi sono riconoscibili a lunghissima distanza dal getto dei motori, che è sempre di colore giallo-arancio.

### Split
- M1: Raptor
- M2: Phyton
- M3: Mamba
- M4: Scorpion
- M5: Wolf
- TS: Mule
- TL: Elephant

Tutte le astronavi Split sono riconoscibili a lunghissima distanza dal getto dei motori, che è sempre di colore rosso-arancio.

### Xenon
- M0: Nave madre sconosciuta
- M1: Incrociatore sconosciuto
- M2: Corvetta sconosciuta
- M3: L
- M4: M
- M5: N
- TS: Nave trasporto
- TL: TT

Tutte le astronavi Xenon sono riconoscibili a lunghissima distanza dal getto dei motori, che è sempre di colore rosso cupo.

### Pirati
Utilizzano i TS delle varie razze.
Tutte le astronavi pirata sono riconoscibili a lunghissima distanza dal getto dei motori, che è sempre di colore violetto.

### Flotta terrestre
- M1: Commandship
- M2: Destroyer
- M3: Shuttle Xperimental

Tutte le astronavi terrestri hanno il getto dei motori di colore bianco.

## Stazioni
Nel gioco sono presenti innumerevoli tipi di stazioni diverse per ogni razza.
La tipologia di stazione più importante è la Trading Station (tradotta come Spazioporto Commerciale nei giochi successivi), solitamente posta al centro di un settore e dalla forma molto variabile da specie e specie: ad esempio quelle Boron hanno la forma di una spirale e finiture chiaramente "acquatiche" mentre quelle Teladi sono palesemente ispirate alla stazione spaziale che si vede all'inizio di 2001: Odissea nello spazio di Stanley Kubrick.
Le Trading Station sono le stazioni a cui è più difficile attraccare, in quanto sono le uniche ruotano su sé stesse, allo scopo di generare una gravità interna e rendere così confortevole la permanenza di coloro che vi abitano - le altre stazioni sono invece prevalentemente automatizzate e non necessitano quindi della rotazione.

## Riferimenti ad altri videogiochi e media
La rotazione del portello d'ingresso rende l'attracco una manovra delicata ed in questo simile a quando già sperimentato nell'antesignano Elite, a cui si trovano anche altri riferimenti sparsi qua e là per il gioco: ad esempio il caccia più potente degli Argon si chiama proprio "Elite"....ma le navi della flotta Argon non si limitano a citare soltanto Elite, giacché il trasporto classe TS Argon Lifter è una copia quasi esatta delle astronavi da trasporto "Aquila" della serie televisiva Spazio 1999 degli anni '70.

## X-Tension
X-Tension è una espansione ufficiale per il gioco X:BTF pubblicata nel 2000, che aggiunge una modalità "aperta" senza trama da seguire.
Grafica e giocabilità sono migliorate, grazie ad un nuovo motore grafico e la possibilità di utilizzare il Joystick o un game pad oltre ai classici comandi a tastiera.
Particolarità di questa espansione sono le missioni, non esiste una trama principale come sul primo gioco, ma tutta una serie di missioni che vengono offerte appena si varca un portale con la propria astronave. Con l'aggiornamento 2.1 pubblicato nel 2001 viene aggiunta una piccola missione-trama chiamata "Perseus Mission", viene sbloccata una volta raggiunte certe condizioni di amicizia con altre razze.
Inoltre in X-Tension si ha la possibilità di catturare e pilotare tutte le navi del gioco ed esplorare 40 nuovi settori .